# Paul Castellano
Constantino Paul Castellano (Italiano: [kastelˈlaːno]; 26 de junho de 1915 – 16 de dezembro de 1985), conhecido como "O Howard Hughes da Máfia" ou "Big Paulie" (ou "PC" dentro da sua família), foi um mafioso que sucedeu Carlo Gambino como chefe da Família Criminosa Gambino. 
Castellano expandiu os negócios da máfia, especialmente no setor de construção, fazendo milhões de dólares. Ele vivia um estilo de vida opulente, dirigindo belos carros e vestindo roupas de grife. Era conhecido também por sua crueldade, tendo ordenado diversos assassinatos. Ele chegou a ser preso em algumas ocasiões, por extorsão, agiotagem e homicídio. Em 1985, com as autoridades de Nova Iorque e do governo federal dos Estados Unidos em seu encalço, ele cobiçava a posição de poder supremo dentro das Cinco Famílias, mas não conseguiu deter o descontentamento dentro da sua própria família criminosa. Então, quando seu subchefe, Aniello Dellacroce, morreu de câncer em 1985, alguns de seus outros subalternos começaram a conspirar contra ele. Em 16 de dezembro, John Gotti orquestrou o assassinato de Castellano e o substituiu como líder dos Gambinos. Embora os chefões das outras Cinco Famílias não tenham sancionado esta morte, eles aceitaram o resultado, frente ao poder que Gotti acumulou.